# 巴特擬長頜魚
巴特擬長頜魚，為輻鰭魚綱骨舌魚目象鼻魚科的其中一種。分布於非洲喀麥隆南部流域，體長可達28公分。